# Barx
Barx és un municipi del País Valencià situat a la comarca de la Safor.

## Geografia
El municipi s'enclava en una petita vall endorreica entre les serres de Buixcarró i Mondúber. L'orografia està marcada pels dos grans pòlies, el de Barx i el de la Drova, típics del modelat càrstic que caracteritza la zona. El poble se situa sota el pic de Penyalva, a 342 m d'altitud. Este tipus de terreny ha propiciat la formació d'avencs com ara el de la Donzella o de l'Aldaia, coves com la de les Malladetes i la del Suro; totes elles d'important interès espeleològic. Trobem nombroses fonts com ara la de l'Om i la del Molí.
N'és destacable el paratge de la Drova, antic lloc d'estiueig dels monjos del monestir de la Valldigna i de veïns dels municipis pròxims com ara Gandia, Tavernes de la Valldigna o València.

### Límits
|                       | Simat de la Valldigna | Xeresa        |
| Simat de la Valldigna |                       | Gandia Xeresa |
| Quatretonda           | Pinet                 | Gandia        |

### Accés
Es pot accedir a Barx per la comarcal CV-675 des de Simat després de superar un estret i perillós port de muntanya, o bé des de Gandia.

## Història
Hi ha importants restes prehistòriques, entre les quals destaca la cova de les Malladetes un dels principals jaciments arqueològics de l'estat. Hi ha diverses hipòtesis per a l'origen del topònim Barx, que podria derivar d'un preromà perxe 'barraca' (< * parrice), que possiblement va donar Barx al-Jabál (vall entre muntanyes) o Burj al-Jabál (torre en les muntanyes), denominacions àrabs del període prejaumí. Pertangué al monestir de Santa Maria de la Valldigna fins que es convertí en municipi el 1838.
El 1982, una inspectora del Ministeri d'Educació i Ciència va prohibir que es parlara valencià al col·legi Primo de Rivera, fins i tot a l'hora del pati. Va trobar una reacció negativa amb protestes.

## Demografia i economia
| 972 | 994 | 1.075 | 1.203 | 1.180 | 1.251 | 1.250 | 1.423 | 1.379 | 1.423 | 1.477 | 1.360 |

Hi ha 1.360 habitants segons L'INE (2011), de gentilici barxers, barxeres. Durant tot el segle passat va sofrir una forta despoblació deguda a l'emigració, molta d'ella cap a França; des de la dècada dels vuitanta, però, ha trobat una estabilitat demogràfica recolzada en el sector serveis pel fet de ser l'únic poble de muntanya de la Safor.

## Política i govern

### Composició de la Corporació Municipal
El Ple de l'Ajuntament està format per 9 regidors. En les eleccions municipals de 26 de maig de 2019 foren elegits 4 regidors de Ciutadans - Partit de la Ciutadania (Cs), 2 de Compromís per Barx (Compromís), 2 del Partit Popular (PP) i 1 del Partit Socialista del País Valencià (PSPV).
| Eleccions municipals de 26 de maig de 2019 - Barx |                                          |                                     |                                     |      |          |          |
| Candidatura | Candidatura                              | Candidatura                         | Cap de llista                       | Vots | Vots     | Regidors |
| | Ciutadans - Partit de la Ciutadania      |                                     | Miguel Donet Montagut               | 274  | 39,37%   | 4 (+1)   |
| | Compromís per Barx                       |                                     | Alfons Donet Climaco                | 165  | 23,71%   | 2 (+2)   |
| | Partit Popular                           |                                     | Esther Vidal Badenes                | 150  | 21,55%   | 2 (-2)   |
| | Partit Socialista del País Valencià-PSOE |                                     | Llorenç Chaveli Gómez               | 104  | 14,94%   | 1 (-1)   |
| | Vots en blanc                            |                                     |                                     | 3    | 0,43%    |          |
| Total vots vàlids i regidors | Total vots vàlids i regidors             | Total vots vàlids i regidors        | Total vots vàlids i regidors        | 696  | 100 %    | 9        |
| | Vots nuls                                | Vots nuls                           | Vots nuls                           | 14   | 1,97%    |          |
| Participació (vots vàlids més nuls) | Participació (vots vàlids més nuls)      | Participació (vots vàlids més nuls) | Participació (vots vàlids més nuls) | 710  | 71,14%** |          |
| Abstenció | Abstenció                                | Abstenció                           | Abstenció                           | 288* | 28,86%** |          |
| Total cens electoral | Total cens electoral                     | Total cens electoral                | Total cens electoral                | 998* | 100 %**  |          |
| Alcalde: Miguel Donet Montagut (Cs) (15/06/2019) Per ser la llista més votada, després de no haver obtingut majoria absoluta dels regidors (4 vots de PP) |                                          |                                     |                                     |      |          |          |
| Fonts: JEC, JEZ Gandia, Periòdic Ara. (* No són vots sinó electors. ** Percentatge respecte del cens electoral.)                                          |                                          |                                     |                                     |      |          |          |

### Alcaldes
Des de 2015 l'alcalde de Barx és Miguel Donet Montagut de Ciutadans - Partit de la Ciutadania (Cs).
| Període                       | Alcalde o alcaldessa                            | Partit polític | Data de possessió     | Observacions         |
| ----------------------------- | ----------------------------------------------- | -------------- | --------------------- | -------------------- |
| 1979–1983                     | Francisco Olmos García                          | AEIPD          | 19/04/1979            | --                   |
| 1983–1987                     | Francisco Olmos García                          | AIPB           | 28/05/1983            | --                   |
| 1987–1991                     | Francisco Olmos García                          | AIPB           | 30/06/1987            | --                   |
| 1991–1995                     | Carles Donet i Donet Bernardo Castelló Climaco  | PSPV-PSOE      | 15/06/1991 ??         | Dimissió/renúncia -- |
| 1995–1999                     | Francisco Olmos García Miquel Chaveli Palomares | AIPCB PP       | 29/09/1995 17/02/1997 | Moció de censura --  |
| 1999–2003                     | Antonio Sabater Vidal María Hernandis Bohigues  | UV GM          | 03/07/1999 20/07/2001 | Moció de censura --  |
| 2003–2007                     | Evaristo Donet Donet María Hernandis Bohigues   | BLOC-EV PP     | 14/06/2003 07/07/2005 | Dimissió/renúncia -- |
| 2007–2011                     | Miguel Miñana Climent                           | PSPV-PSOE      | 16/06/2007            | --                   |
| 2011–2015                     | María Hernandis Bohigues                        | PP             | 11/06/2011            | --                   |
| 2015–2019                     | Miguel Donet Montagut                           | Cs             | 13/06/2015            | --                   |
| 2019-2023                     | Miguel Donet Montagut                           | Cs             | 15/06/2019            | --                   |
| Des de 2023                   | n/d                                             | n/d            | 17/06/2023            | --                   |
| Fonts: Generalitat Valenciana |                                                 |                |                       |                      |

## Monuments
Al poble, que antigament estava voltat per una tanca amb una única porta d'accés, podem trobar edificis del segle xix i també:
- Església de Sant Miquel Arcàngel. Inaugurada el 1873.
- Font del Racó. Del segle xviii.
- La Nevera. Antiga nevera del segle xviii per a l'emmagatzemament de neu durant l'hivern, i el seu túnel d'accés.[8]
- Les basses de la Drova. Del segle xviii, foren construïdes pels monjos per al regadiu de les hortes.
- Riuraus. Diversos riuraus, vestigi del passat panser del poble, situats a la partida les Eretes.[9]

## Llocs d'interés
- Cova de les Malladetes.
- Mondúber. Magnífic mirador cara a la mar Mediterrània. Al seu cim hi ha un complex de repetidors de telecomunicacions.

## Festes i celebracions
Les festes patronals se celebren la tercera setmana d'agost en honor dels patrons del poble, la Divina Pastora i sant Miquel Arcàngel.

## Gastronomia i tradicions
A Barx trobem bons embotits i encara roman certa tradició cistellera amb la fabricació de cabassos de palma.

## Imatges

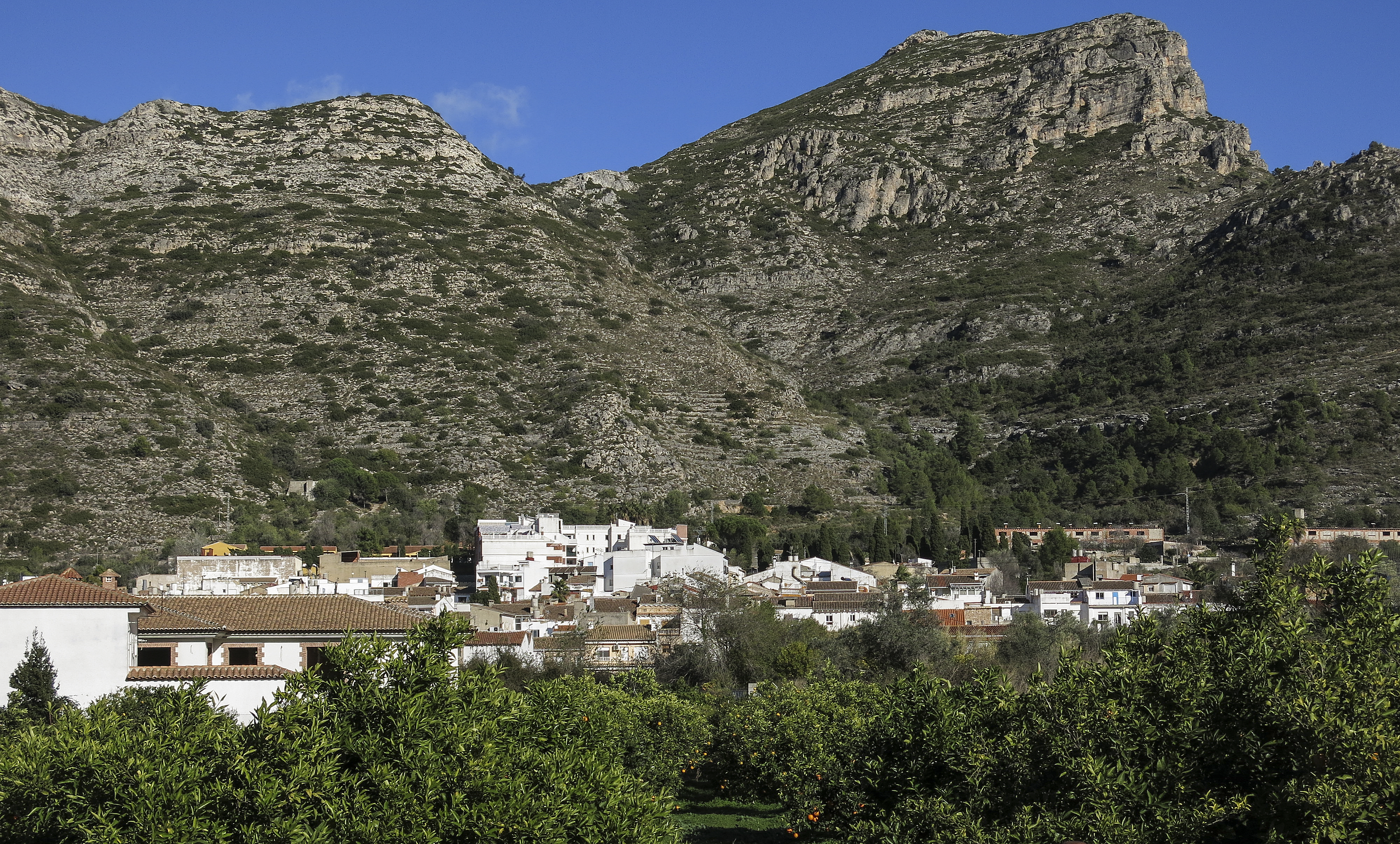
Barx
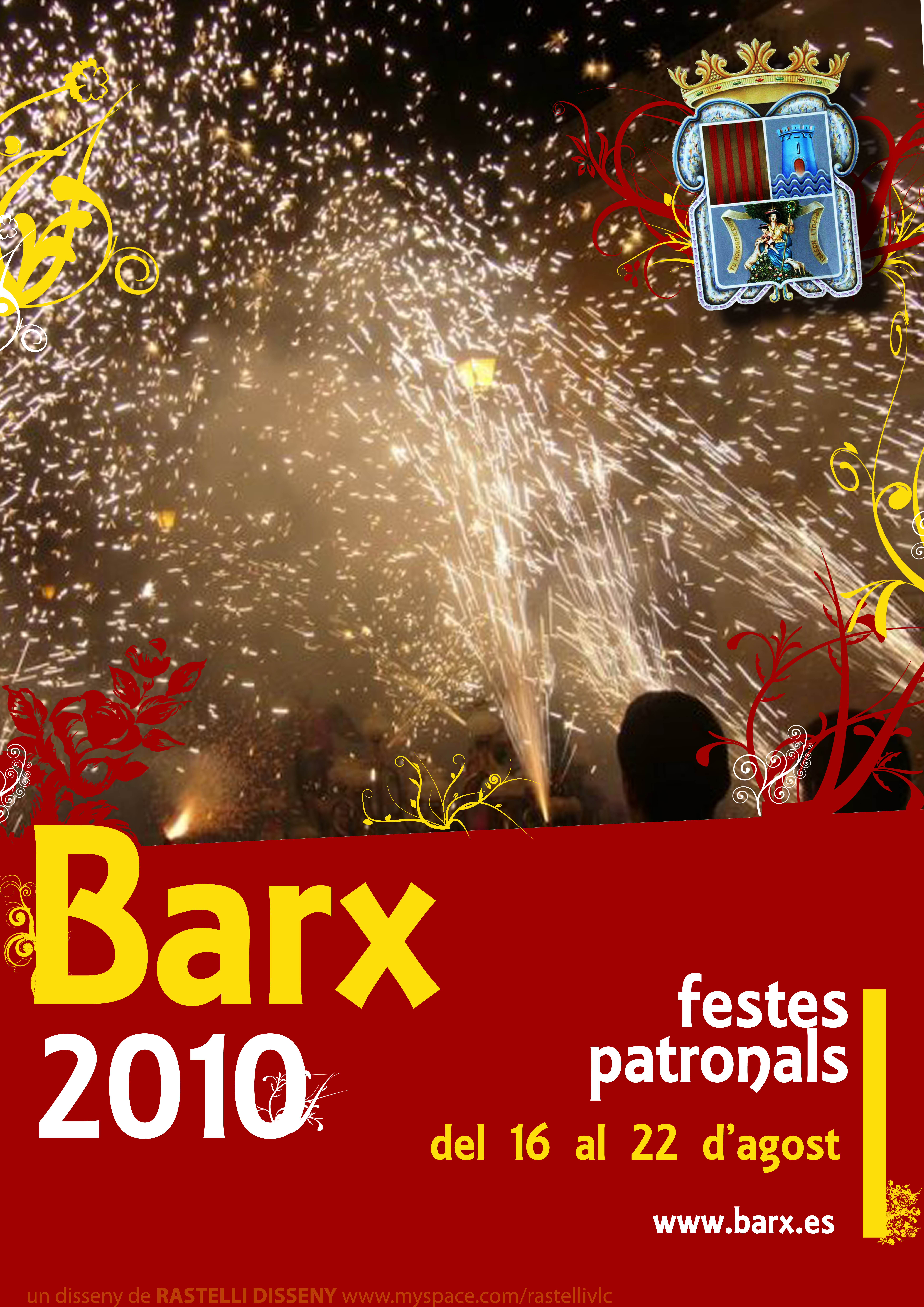
Cartell Festes de Barx, 2010
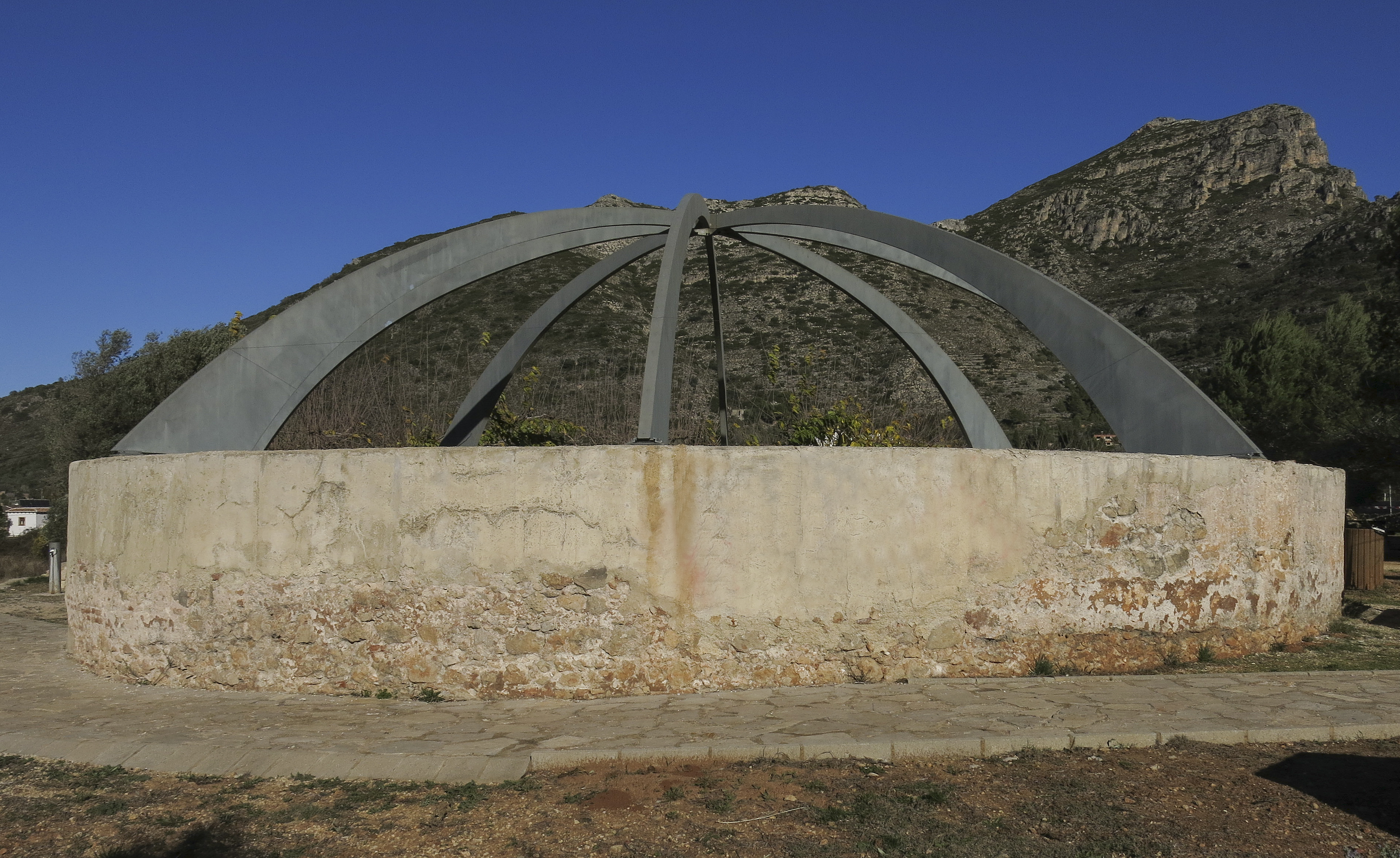
Nevera o pou de neu de Barx
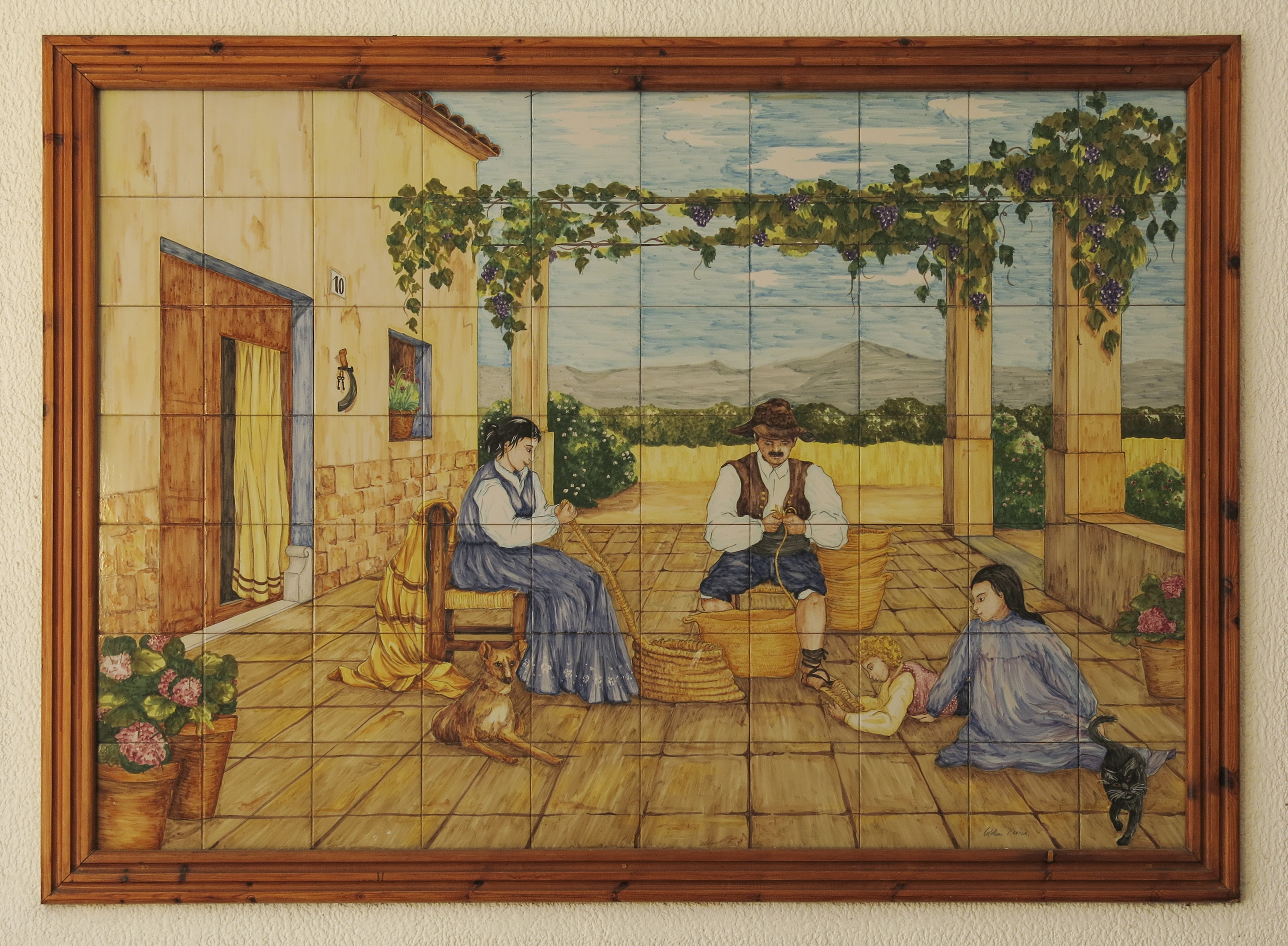
Ceràmica a la Casa de la Cultura